# Jermaine Taylor
Jermain Taylor (Portland, 14 januari 1985) is een Jamaicaans voetballer die bij voorkeur als centrale verdediger speelt. Hij verruilde in 2011 St. George's SC voor Houston Dynamo.

## Clubcarrière
Taylor begon zijn professionele carrière op negentienjarige leeftijd bij het Jamaicaanse Harbour View. In 2009 tekende Taylor bij St. George's SC waar hij samen met zijn broer Ricardo Taylor kwam te spelen. Op 16 februari tekende hij bij het Amerikaanse Houston Dynamo. Hij maakte zijn competitiedebuut op 20 maart 2011 tegen Philadelphia Union. Zijn eerste doelpunt voor de club maakte hij op 4 augustus 2012 in een met 2-0 gewonnen wedstrijd tegen New York Red Bulls.